# Poussanges
Poussanges este o comună în departamentul Creuse din centrul Franței. În 2009 avea o populație de 144 de locuitori.

## Evoluția populației
| An        | 1975 | 1982 | 1990 | 1999 | 2006 | 2009 |
| --------- | ---- | ---- | ---- | ---- | ---- | ---- |
| Populație | 207  | 192  | 196  | 170  | 145  | 144  |